# Mariano Benito Barrio y Fernández
Mariano Benito Barrio y Fernández (Jaca, 22 de novembro 1805 - Valência, 20 de novembro de 1876) foi um cardeal espanhol do século XIX.

## Biografia
Nasceu em Jaca, filho de Manuel Barrio e María Fernández, de condição modesta. Recebeu o sacramento da confirmação, 8 de junho de 1806.
Frequentou a Escola Piarista em Jaca; depois fez três cursos de filosofia e dois de teologia no convento dominicano de Jaca; mais tarde, fez um curso de teologia no convento franciscano de Gerobá; e, finalmente, frequentou a Universidade de Huesca, onde fez três cursos em instituições teológicas, obtendo o bacharelado em teologia em 28 de outubro de 1825; e três em cônegos, obtendo o bacharelado em cônegos em 28 de dezembro de 1826; e licenciatura em cânones em fevereiro de 1834; finalmente, obteve o doutorado em direito canônico em 1834. Foi professor substituto de Escrituras de 1827 a 1829.
Ordenado em 1830. Professor de direito canônico na Universidade de Huesca. Foi advogado dos Conselhos Reais. Na diocese de Teruel y Albarracín, secretário do bispo; provisor e secretário chanceler, 1828-1833; vigário geral, 1838-1847. Professor de Disciplina Eclesiástica na Universidade de Huesca de 1840 a 1844. Na diocese de Palência, foi Provisor e Vigário Geral, 1847.
Eleito bispo de Cartagena em 17 de dezembro de 1847. Consagrado, domingo, 5 de março de 1848, catedral de Palência, por Carlos Laborda Clau, bispo de Palência, auxiliado por José Antonio Ribadeneyra, bispo de Valladolid, e por Agustín Lorenzo Varela, bispo de Salamanca. Assistente do Trono Pontifício, 23 de julho de 1858. Promovido à sede metropolitana de Valência, 18 de março de 1861. Participou do Concílio Vaticano I, 1869-1870.
Criado cardeal sacerdote no consistório de 22 de dezembro de 1873; recebeu o título de São João e São Paulo, 16 de janeiro de 1874; nunca recebeu o chapéu vermelho.
Morreu em Valencia no dia 20 de novembro de 1876. Exposto na catedral metropolitana de Valência e enterrado na parede esquerda da capela da Santíssima Trindade daquela catedral